# Massacre de Kwada, Ngurojina, Karagau et Kautikari
Le massacre de Kwada, Ngurojina, Karagau et Kautikari a lieu le 29 juin 2014 pendant l'insurrection de Boko Haram.

## Déroulement
Le dimanche 29 juin 2014, des rebelles islamistes de Boko Haram lancent une série d'attaques contre des églises chrétiennes dans quatre villages de l'État de Borno. À Kwada, Ngurojina, Karagau et Kautikari, des localités situées dans un rayon de 10 kilomètres autour de la ville de Chibok, les assaillants surprennent les fidèles rassemblés pour la messe. 
La première attaque a lieu à Kwadakau, puis Kautikari est assaillie à son tour. Ce dernier village dispose d'une milice d'auto-défense, mais les habitants, armés seulement de fusils de chasse, d'arcs et de flèches, ne résistent pas à l'attaque des rebelles. Les églises de Ngurojina et Karagau sont ensuite assaillies à leur tour.
Dans les quatre églises, les combattants de Boko Haram commencent leur attaque en jetant des explosifs sur la foule avant d'ouvrir le feu avec des armes légères. Les survivants tentent de s'enfuir, mais les islamistes se lancent à leur poursuite et plusieurs fuyards sont tués dans la brousse. Après le massacre, les insurgés mettent le feu aux églises qui sont détruites, selon des témoins, « jusqu’aux fondations ». Les rebelles quittent ensuite les lieux en circulant avec leurs motos.
Les tueries ont duré plusieurs heures mais l'armée nigériane, bien que prévenue, n'est pas intervenue. Un responsable religieux chrétien de Chibok, Enoch Mark, affirme que les soldats « sont simplement partis et se sont cachés dans la brousse ».

## Bilan humain
Au moins plusieurs dizaines de personnes sont tuées lors de l'attaque. Le soir du massacre, un habitant de Chibok, Timothy James, déclare aux journalistes de l'AFP : « D’après ce que j’ai rassemblé, des dizaines de fidèles, hommes, femmes et enfants, ont été tués ».
Le lendemain, des recherches sont organisées pour retrouver les corps. Un chef local de Chibok, déclare anonymement à l'AFP que 47 cadavres ont été découverts dans la brousse par des habitants, il précise cependant que les recherches sont à ce moment toujours en cours et que le bilan pourrait s'alourdir.
Le 30 juin, un responsable de l'État de Borno déclare à l'AFP, sous couvert d'anonymat : « Pour l'instant on compte 54 morts ».